# Nijezijl
Nijezijl (Fries: Nijesyl) is een plaats in de gemeente Súdwest-Fryslân, in de Nederlandse provincie Friesland. Nijezijl ligt direct ten zuidwesten van de stad IJlst aan de Wijmerts aan de straten Nijesyl en het Sylspaed. Er is een jachthaven. Nijezijl wordt zowel een buurtschap als een dorp genoemd. Nijezijl heeft blauwe plaatsnaamborden, maar heeft geen eigen postcode en ligt in het postgebied van het dorp Oosthem.
Nijezijl moet niet verward worden met Niezijl (Westerkwartier), Oosterniezijl (Het Hogeland), Nya syl (een oude naam voor Tacozijl) en Nijezijl bij Oostwolderhamrik, een verdwenen scheepvaartsluis naar de Dollard in het Oldambt.

## Geschiedenis
De plaats is eind 15e eeuw ontstaan na de aanleg van een sluis toen de vaart de Wijmerts, tussen IJlst en Bolsward werd verlegd. De sluis werd in 1428 aangeduid als Nyasyl, vertaald nieuwe sluis,
Voor de bouw van de sluis draaide men de schepen even ten westen van de sluis, op een plek met de naam Ter Draai. De buurtschap Draaisterhuizen herinnert daar nog aan. De nieuwere nederzetting Nijezijl werd 1664 en rond 1700 vermeld als Nije Zyl In de 19e eeuw werd het ook wel Nieuwe Zijl genoemd.
Nijezijl lag tot 1984 in de gemeente Wymbritseradeel. In 2010 is die gemeente opgegaan in de gemeente Súdwest-Fryslân.

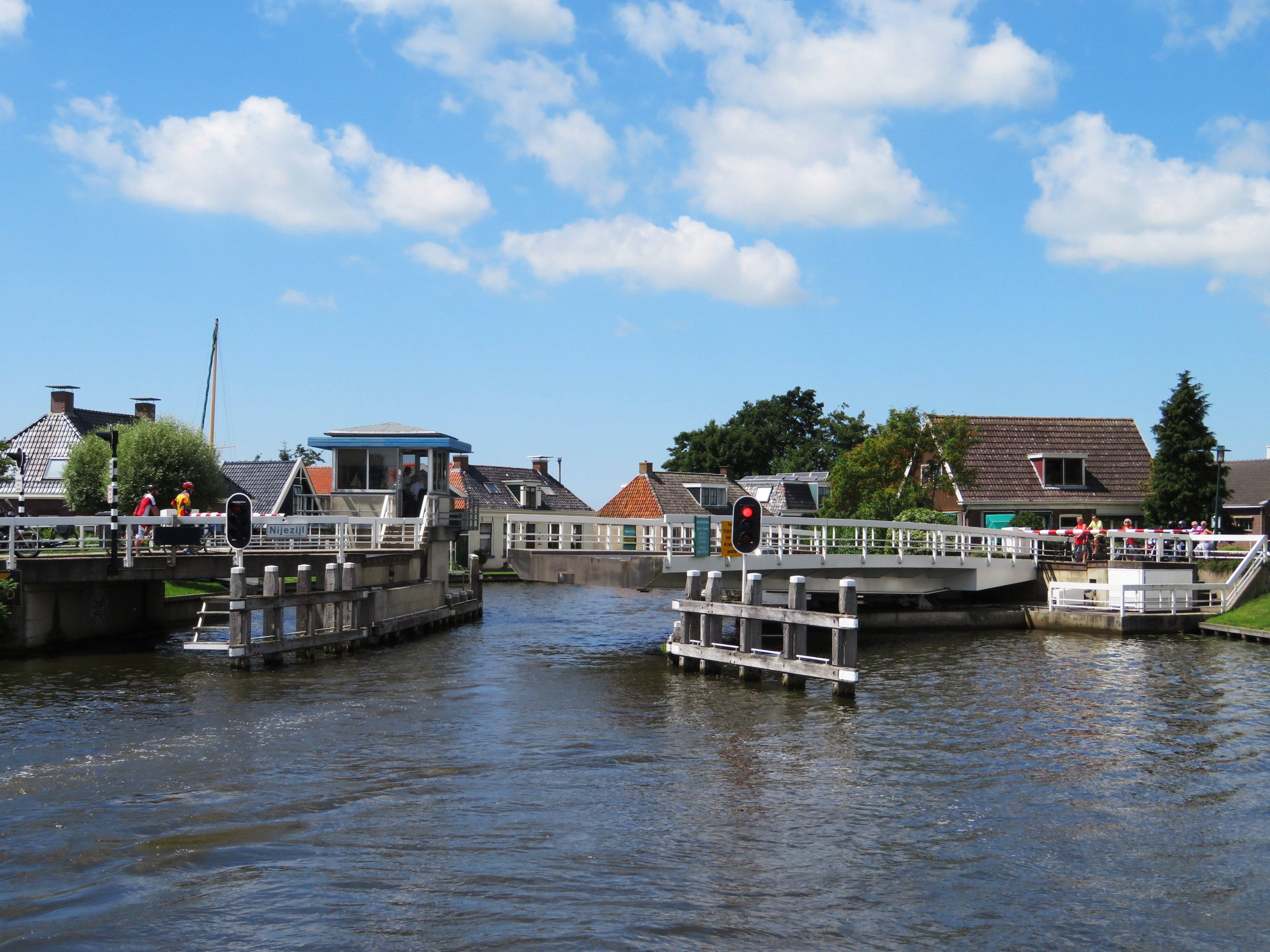
Draaibrug over de Wijmerts in Nijezijl

Steden: Bolsward · Hindeloopen · IJlst · Sneek · Stavoren · Workum

Dorpen en gehuchten: Abbega · Allingawier · Arum · Blauwhuis · Bozum · Breezanddijk · Britswerd · Burgwerd · Cornwerd · Dedgum · Deersum · Edens · Exmorra · Ferwoude · Folsgare · Gaast · Gaastmeer · Gauw · Goënga · Greonterp · Hartwerd · Heeg · Hemelum · Hennaard · Hichtum · Hidaard · Hieslum · Hommerts · Idsegahuizum · IJsbrechtum · Indijk · It Heidenskip · Itens · Jutrijp · Kimswerd · Kornwerderzand · Koudum · Kubaard · Loënga · Lollum · Longerhouw · Lutkewierum · Makkum · Molkwerum · Nijhuizum · Nijland · Offingawier · Oosterend · Oosterwierum · Oosthem · Oppenhuizen · Oudega · Parrega · Piaam · Pingjum · Poppingawier · Rauwerd · Rien · Roodhuis · Sandfirden · Scharl · Scharnegoutum · Schettens · Schraard · Sijbrandaburen · Terzool · Tirns · Tjalhuizum · Tjerkwerd · Uitwellingerga · Waaxens · Warns · Westhem · Wieuwerd · Witmarsum · Wolsum · Wommels · Wons · Woudsend · Zurich

Buurtschappen: Abbegaasterketting · Anneburen · Arkum · Atzeburen · Baarderburen · Baburen · Bernsterburen · De Bieren · De Blokken · De Hel · De Grits · De Kat · De Klieuw · De Polle · De Wieren · Dijksterburen · Doniaburen · Draaisterhuizen · Driehuizen · Eemswoude · Engwerd · Engwier · Exmorrazijl · Feyteburen · Flansum · Galamadammen · Gooium · Grauwe Kat · Grote Wiske · Grotewierum · Harkezijl · Hayum · Hemert · Hidaarderzijl · Hoekens · Hornsterburen · Idzega · Idserdaburen · Indijk (Bozum) · Jet · Jonkershuizen · Jousterp · Jouswerd · Kampen · Kleine Gaastmeer · Kleine Wiske · Kleiterp · Kooihuizen · Koufurderrige  · Kromwal · Koudehuizum · Laaxum · Laad en Zaad · Lippenwoude · Lytshuizen · Makkum (Bozum) · Meilahuizen · Montsamaburen · Nijeburen · Nijeklooster · Nijezijl · Oosthem (Witmarsum) · Osingahuizen · Piekezijl · Remswerd · Rijtseterp · Scharneburen · Schrok · Sieswerd · Sjungadijk · Smallebrugge · Sotterum · Speers  · Strand · Swaanwerd · Swarte Beien · Tsjerkebuorren · Vierhuizen · Viersprong · Vijfhuis · Vissersburen  · Het Vliet· Westerlittens · Wolsumerketting · Wonneburen · Ypecolsga

 Voormalige buurtschappen: Aaksens · Angterp · De Band · Barsum · De Bird · Bittens · Bloemkamp · Bootland · Bovenburen · Doniawier · Goëngamieden · Hiddum · Houw · Knossens · De Nes · Ottenburen · Sandfirderrijp · Slijp · Spijk · De Weeren 

Friesland: Steden en dorpen      Nederland: Provincies · Gemeenten